# Liste der Kulturdenkmäler in Frankenberg (Eder)
Die folgende Liste enthält die in der Denkmaltopographie ausgewiesenen Kulturdenkmäler auf dem Gebiet  der  Stadt Frankenberg (Eder), Landkreis Waldeck-Frankenberg, Hessen.
Hinweis: Die Reihenfolge der Denkmäler in dieser Liste orientiert sich zunächst an Stadtteilen und anschließend der Anschrift, alternativ ist sie auch nach der Bezeichnung, der vom Landesamt für Denkmalpflege vergebenen Nummer oder der Bauzeit sortierbar.
Kulturdenkmäler werden fortlaufend im Denkmalverzeichnis des Landes Hessen durch das Landesamt für Denkmalpflege Hessen auf Basis des Hessischen Denkmalschutzgesetzes (HDSchG) geführt. Die Schutzwürdigkeit eines Kulturdenkmals hängt nicht von der Eintragung in das Denkmalverzeichnis des Landes Hessen oder der Veröffentlichung in der Denkmaltopographie ab.

Das Vorhandensein oder Fehlen eines Objekts in dieser Liste ist keine rechtsverbindliche Auskunft darüber, ob es Kulturdenkmal ist oder nicht: Diese Liste entspricht möglicherweise nicht dem aktuellen Stand der offiziellen Denkmaltopographie. Diese ist für Hessen in den entsprechenden Bänden der Denkmaltopographie Bundesrepublik Deutschland und im Internet unter DenkXweb – Kulturdenkmäler in Hessen einsehbar. Auch diese Quellen sind, obwohl sie durch das Landesamt für Denkmalpflege Hessen aktualisiert werden, nicht immer aktuell, da es im Denkmalbestand immer wieder Änderungen gibt.
Eine verbindliche Auskunft erteilt allein das Landesamt für Denkmalpflege Hessen.
Nutze diese Kartenansicht, um Koordinaten in der Liste zu setzen. In dieser Kartenansicht sind Kulturdenkmale ohne Koordinaten mit einem roten bzw. orangen Marker dargestellt und können in der Karte gesetzt werden. Kulturdenkmale ohne Bild sind mit einem blauen bzw. roten Marker gekennzeichnet, Kulturdenkmale mit Bild mit einem grünen bzw. orangen Marker.

## Kulturdenkmäler nach Ortsteilen

### Dörnholzhausen
| Bild            | Bezeichnung           | Lage                                | Beschreibung | Bauzeit | Objekt-Nr. |
| --------------- | --------------------- | ----------------------------------- | ------------ | ------- | ---------- |
| Bild gesucht BW | Historischer Ortskern | Dörnholzhausen, Gesamtanlage 1 Lage |              |         | 78960 DDB  |

### Frankenberg (Eder)
| Bild                                                       | Bezeichnung                                                | Lage | Beschreibung | Bauzeit   | Objekt-Nr. |
| ---------------------------------------------------------- | ---------------------------------------------------------- | --- | ------------ | --------- | ---------- |
| Wohnhaus der Teichmühle                                    | Wohnhaus der Teichmühle                                    | Frankenberg, Am Hain 17 LageFlur: 54, Flurstück: 37/23 |              |           | 78793 DDB  |
| weitere Bilder                                             | Historische Stadtbefestigung                               | Frankenberg, Auf der Burg, Teichpforte 8, Teichpforte, Stadtmauerstraße, Hinter dem Hainstock LageFlur: 48, 53, 55, Flurstück: 20/19, 116/5, 138, 139/1, 144/9, 100/3, 79/1 |              |           | 78790 DDB  |
| weitere Bilder                                             | Wasserbehälter                                             | Frankenberg, Auf der Burg LageFlur: 55, Flurstück: 79/1 |              | 1899      | 78801 DDB  |
| Kirchhofmauer                                              | Kirchhofmauer                                              | Frankenberg, Auf der Burg 1, Auf der Burg 5, Auf der Burg 11, Auf der Burg LageFlur: 55, Flurstück: 55, 60/2, 60/3                                                          |              |           | 78845 DDB  |
| weitere Bilder                                             | Evangelische Liebfrauenkirche                              | Frankenberg, Auf der Burg 1 LageFlur: 55, Flurstück: 60/3 |              |           | 78795 DDB  |
| Wohnhaus                                                   | Wohnhaus                                                   | Frankenberg, Auf der Burg 6, Auf der Burg 8 LageFlur: 55, Flurstück: 17/2                                                                                                   |              | 1769      | 78796 DDB  |
| Pfarrhaus                                                  | Pfarrhaus                                                  | Frankenberg, Auf der Burg 9 LageFlur: 55, Flurstück: 62/1 |              | 1901      | 78797 DDB  |
| Wohnhaus heute Pflegeheim, früher Kegelbahn und Baumschule | Wohnhaus heute Pflegeheim, früher Kegelbahn und Baumschule | Frankenberg, Auf der Burg 12 LageFlur: 54, Flurstück: 28/3 |              |           | 78798 DDB  |
| ehemalige Hospitalkirche St. Elisabeth                     | ehemalige Hospitalkirche St. Elisabeth                     | Frankenberg, Auf der Burg 16 LageFlur: 55, Flurstück: 73/1 |              |           | 78799 DDB  |
| ehemalige Konrektorenwohnung                               | ehemalige Konrektorenwohnung                               | Frankenberg, Auf der Burg 20 LageFlur: 55, Flurstück: 71/1 |              |           | 78800 DDB  |
| Wohnhaus                                                   | Wohnhaus                                                   | Frankenberg, Auf der Heide 2 LageFlur: 48, Flurstück: 58 |              |           | 78802 DDB  |
| Wohnhaus                                                   | Wohnhaus                                                   | Frankenberg, Auf der Heide 3 LageFlur: 48, Flurstück: 133 |              |           | 78803 DDB  |
| Wohnhaus                                                   | Wohnhaus                                                   | Frankenberg, Auf der Heide 4 LageFlur: 48, Flurstück: 59/4 |              |           | 78804 DDB  |
| Wohnhaus                                                   | Wohnhaus                                                   | Frankenberg, Auf der Heide 5 LageFlur: 48, Flurstück: 131/3 |              | 1706      | 78805 DDB  |
| Wohnhaus                                                   | Wohnhaus                                                   | Frankenberg, Auf der Heide 6 LageFlur: 48, Flurstück: 61/6 |              |           | 78806 DDB  |
| Wohnhaus                                                   | Wohnhaus                                                   | Frankenberg, Auf der Heide 8 LageFlur: 48, Flurstück: 61/5 |              | vor 1900  | 78807 DDB  |
| Scheune                                                    | Scheune                                                    | Frankenberg, Auf der Heide 15, Auf der Heide LageFlur: 48, Flurstück: 109, 117                                                                                              |              | 1811      | 78808 DDB  |
| ehemaliges Färberhaus                                      | ehemaliges Färberhaus                                      | Frankenberg, Auf der Heide 17 LageFlur: 48, Flurstück: 107/1 |              | 1805      | 78809 DDB  |
| Scheune                                                    | Scheune                                                    | Frankenberg, Auf der Heide 36, Hohler Weg LageFlur: 48, Flurstück: 77, 78                                                                                                   |              |           | 78810 DDB  |
| Bild gesucht BW                                            | Wohnhaus                                                   | Frankenberg, Auf der Nemphe 2 LageFlur: 58, Flurstück: 9 |              |           | 78811 DDB  |
| Bild gesucht BW                                            | Scheune                                                    | Frankenberg, Auf der Nemphe 20 LageFlur: 57, Flurstück: 22 |              |           | 78812 DDB  |
| weitere Bilder                                             | Bahnhof                                                    | Frankenberg, Bahnhof Frankenberg LageFlur: 65, Flurstück: 108/57 |              |           | 79858 DDB  |
| weitere Bilder                                             | Sachgesamtheit Kloster Georgenberg                         | Frankenberg, Bahnhofstraße 8, Bahnhofstraße 10, Bahnhofstraße 12 LageFlur: 58, Flurstück: 38/1                                                                              |              |           | 78814 DDB  |
| Wohnhaus                                                   | Wohnhaus                                                   | Frankenberg, Bahnhofstraße 9 LageFlur: 59, Flurstück: 77/3 |              | 1890      | 78813 DDB  |
| Wohnhaus                                                   | Wohnhaus                                                   | Frankenberg, Bahnhofstraße 18 LageFlur: 58, Flurstück: 32 |              |           | 78815 DDB  |
| Wohnhaus                                                   | Wohnhaus                                                   | Frankenberg, Bahnhofstraße 30 LageFlur: 58, Flurstück: 8 |              |           | 78816 DDB  |
| Bild gesucht BW                                            | Zechenhaus                                                 | Frankenberg, Bei dem Zechenhaus LageFlur: 74, Flurstück: 98 |              |           | 78955 DDB  |
| Schuppen                                                   | Schuppen                                                   | Frankenberg, Bergstraße 7 LageFlur: 54, Flurstück: 1/3 |              |           | 78817 DDB  |
| Wohnhaus                                                   | Wohnhaus                                                   | Frankenberg, Bergstraße 8 LageFlur: 57, Flurstück: 90 |              |           | 78818 DDB  |
| Wohnhaus                                                   | Wohnhaus                                                   | Frankenberg, Bergstraße 20 LageFlur: 57, Flurstück: 73 |              |           | 78819 DDB  |
| Wohnhaus                                                   | Wohnhaus                                                   | Frankenberg, Bergstraße 33 LageFlur: 57, Flurstück: 113 |              |           | 78820 DDB  |
| Wohn- und Bürohaus                                         | Wohn- und Bürohaus                                         | Frankenberg, Bottendorfer Straße 13 LageFlur: 59, Flurstück: 66/2 |              | 1928      | 78821 DDB  |
| Wohnhaus                                                   | Wohnhaus                                                   | Frankenberg, Bottendorfer Straße 19 LageFlur: 59, Flurstück: 62/1 |              | 1903      | 78822 DDB  |
| Wohnhaus                                                   | Wohnhaus                                                   | Frankenberg, Bottendorfer Straße 23 LageFlur: 59, Flurstück: 58 |              |           | 78823 DDB  |
| Scheune                                                    | Scheune                                                    | Frankenberg, Bremer Straße 1 LageFlur: 57, Flurstück: 57 |              | um 1800   | 78824 DDB  |
| Wohnhaus                                                   | Wohnhaus                                                   | Frankenberg, Bremer Straße 22 LageFlur: 57, Flurstück: 7 |              |           | 78825 DDB  |
| Wohnhaus                                                   | Wohnhaus                                                   | Frankenberg, Bremer Straße 26 LageFlur: 57, Flurstück: 5/2 |              | 1903      | 78826 DDB  |
| Wohn-, Wirtschaftsgebäude                                  | Wohn-, Wirtschaftsgebäude                                  | Frankenberg, Dellbrücke 6 LageFlur: 51, Flurstück: 77 |              |           | 78827 DDB  |
| Wirtschaftsgebäude                                         | Wirtschaftsgebäude                                         | Frankenberg, Dellbrücke 14 LageFlur: 51, Flurstück: 72 |              | 1824      | 78828 DDB  |
| Scheune                                                    | Scheune                                                    | Frankenberg, Dellbrücke 16 LageFlur: 51, Flurstück: 71/1 |              |           | 78829 DDB  |
| Eisenbahnbrücke über die Eder                              | Eisenbahnbrücke über die Eder                              | Frankenberg, Eder, Siegener Straße LageFlur: 15, 64, Flurstück: 320/291, 126/19, 236/3, 239/165                                                                             |              |           | 78959 DDB  |
| Ederbrücke                                                 | Ederbrücke                                                 | Frankenberg, Eder LageFlur: 10, Flurstück: 104/2 |              | 1891      | 78958 DDB  |
| Wohnhaus der Walkemühle                                    | Wohnhaus der Walkemühle                                    | Frankenberg, Ederstraße 20, Walkegraben LageFlur: 14, Flurstück: 118, 75/3                                                                                                  |              |           | 78957 DDB  |
| Bild gesucht BW                                            | Forstamt Frankenberg                                       | Frankenberg, Forststraße 6 LageFlur: 10, Flurstück: 8/20 |              |           | 126724 DDB |
| Bild gesucht BW                                            | Verwaltung Firma Thonet                                    | Frankenberg, Friedrichstraße 16 LageFlur: 65, Flurstück: 48/27 |              |           | 130160 DDB |
| Bild gesucht BW                                            | Wohnhaus                                                   | Frankenberg, Gadengasse 2, Hinterhaide LageFlur: 48, Flurstück: 174/7, 270/6                                                                                                |              |           | 78831 DDB  |
| Wohnhaus                                                   | Wohnhaus                                                   | Frankenberg, Gadengasse 5 LageFlur: 48, Flurstück: 35/1 |              | 1790      | 78832 DDB  |
| Bild gesucht BW                                            | Wohnhaus                                                   | Frankenberg, Gadengasse 14 LageFlur: 48, Flurstück: 16/1 |              |           | 78833 DDB  |
| Wohnhaus                                                   | Wohnhaus                                                   | Frankenberg, Geismarer Straße 3 LageFlur: 48, Flurstück: 137 |              |           | 78834 DDB  |
|                                                            |                                                            | Frankenberg, Geismarer Straße 4a LageFlur: 52, Flurstück: 97/3 |              | 1851      | 78835 DDB  |
| Bild gesucht BW                                            | Wohnhaus                                                   | Frankenberg, Geismarer Straße 8 LageFlur: 52, Flurstück: 95/3 |              |           | 78836 DDB  |
| Bild gesucht BW                                            | Wohnhaus                                                   | Frankenberg, Geismarer Straße 21 LageFlur: 49, Flurstück: 14 |              |           | 78837 DDB  |
| ehemaliges Amtsgericht                                     | ehemaliges Amtsgericht                                     | Frankenberg, Geismarer Straße 22 LageFlur: 50, Flurstück: 60/1 |              | 1902/03   | 78838 DDB  |
| weitere Bilder                                             | Edertalschule                                              | Frankenberg, Geismarer Straße 24 LageFlur: 50, Flurstück: 52/7 |              | 1903      | 78839 DDB  |
| Bild gesucht BW                                            | Historische Altstadt                                       | Frankenberg, Gesamtanlage I Lage |              |           | 78788 DDB  |
| Bild gesucht BW                                            | Neustadt                                                   | Frankenberg, Gesamtanlage II Lage |              |           | 721395 DDB |
| Bild gesucht BW                                            | Wilhelmstraße                                              | Frankenberg, Gesamtanlage III Lage |              |           | 722421 DDB |
| Bild gesucht BW                                            | sogenannte Papiermühle                                     | Frankenberg, Gesamtanlage IV Lage |              |           | 78792 DDB  |
| Bild gesucht BW                                            | Ausflugslokal                                              | Frankenberg, Goßbergstraße 1 LageFlur: 10, Flurstück: 33 |              |           | 78840 DDB  |
| Bild gesucht BW                                            | Wohnhaus                                                   | Frankenberg, Goßbergstraße 9 LageFlur: 10, Flurstück: 46/55 |              |           | 78841 DDB  |
| Bild gesucht BW                                            | Jüdischer Friedhof                                         | Frankenberg, Hinter dem Hainstock LageFlur: 49, Flurstück: 56 |              |           | 79337 DDB  |
| Wohnhaus                                                   | Wohnhaus                                                   | Frankenberg, Hohler Weg 8 LageFlur: 48, Flurstück: 180/36 |              |           | 78842 DDB  |
| Bild gesucht BW                                            | Pfarrscheune                                               | Frankenberg, Kirchberg (Frankenberg) LageFlur: 55, Flurstück: 54 |              | 1677      | 78844 DDB  |
| ehemaliges lutherisches Pfarrhaus                          | ehemaliges lutherisches Pfarrhaus                          | Frankenberg, Kirchberg (Frankenberg) 1 LageFlur: 55, Flurstück: 52 |              |           | 78843 DDB  |
| Bild gesucht BW                                            | Hofreite                                                   | Frankenberg, Klause 6 LageFlur: 48, Flurstück: 4/5 |              |           | 78846 DDB  |
| Bild gesucht BW                                            | Wohnhaus der Köhlermühle                                   | Frankenberg, Köhlermühle (Frankenberg) 1 LageFlur: 68, Flurstück: 68/4 |              | um 1800   | 78956 DDB  |
| Wohnhaus                                                   | Wohnhaus                                                   | Frankenberg, Leckerberg 1 LageFlur: 57, Flurstück: 58/1 |              |           | 78794 DDB  |
| Wohnhaus                                                   | Wohnhaus                                                   | Frankenberg, Linnertorstraße 3 LageFlur: 53, Flurstück: 21/5 |              |           | 78847 DDB  |
| Bild gesucht BW                                            | Wohnhaus                                                   | Frankenberg, Linnertorstraße 9 LageFlur: 53, Flurstück: 51 |              |           | 78848 DDB  |
| Wohnhaus                                                   | Wohnhaus                                                   | Frankenberg, Linnertorstraße 11 LageFlur: 53, Flurstück: 51 |              |           | 78849 DDB  |
| Wohnhaus                                                   | Wohnhaus                                                   | Frankenberg, Linnertorstraße 13 LageFlur: 53, Flurstück: 52/2 |              |           | 78850 DDB  |
| Wohnhaus                                                   | Wohnhaus                                                   | Frankenberg, Linnertorstraße 15 LageFlur: 53, Flurstück: 53/1 |              |           | 78851 DDB  |
| Wohnhaus                                                   | Wohnhaus                                                   | Frankenberg, Linnertorstraße 16 LageFlur: 48, Flurstück: 35/1 |              |           | 78852 DDB  |
| Wohnhaus                                                   | Wohnhaus                                                   | Frankenberg, Linnertorstraße 19 LageFlur: 53, Flurstück: 56/2 |              |           | 78853 DDB  |
| weitere Bilder                                             | Rathaus                                                    | Frankenberg, Marktplatz 1 LageFlur: 52, Flurstück: 111 |              |           | 78854 DDB  |
| Wohnhaus, ehem. Gasthaus „Zur Sonne“                       | Wohnhaus, ehem. Gasthaus „Zur Sonne“                       | Frankenberg, Marktplatz 3 LageFlur: 55, Flurstück: 45/18 |              |           | 78855 DDB  |
| Sachteil Sandsteinfassade, ehemaliges Brauhaus             | Sachteil Sandsteinfassade, ehemaliges Brauhaus             | Frankenberg, Marktplatz 4 LageFlur: 52, Flurstück: 112/6 |              |           | 78856 DDB  |
| Ratsschänke                                                | Ratsschänke                                                | Frankenberg, Marktplatz 7 LageFlur: 55, Flurstück: 46/3 |              | 1914      | 78857 DDB  |
| Wohnhaus                                                   | Wohnhaus                                                   | Frankenberg, Neue Gasse 3 LageFlur: 55, Flurstück: 7/3 |              | 1702      | 78858 DDB  |
| Wohnhaus                                                   | Wohnhaus                                                   | Frankenberg, Neue Gasse 5 LageFlur: 55, Flurstück: 9/8 |              |           | 78859 DDB  |
| Wohnhaus                                                   | Wohnhaus                                                   | Frankenberg, Neue Gasse 7 LageFlur: 55, Flurstück: 10/8 |              |           | 78860 DDB  |
| Wohnhaus                                                   | Wohnhaus                                                   | Frankenberg, Neue Gasse 11 LageFlur: 55, Flurstück: 13/1 |              |           | 78861 DDB  |
| Wohnhaus                                                   | Wohnhaus                                                   | Frankenberg, Neue Gasse 14 LageFlur: 55, Flurstück: 14/3 |              |           | 78862 DDB  |
| Bild gesucht BW                                            | Neue Hütte                                                 | Frankenberg, Neue Hütte 1 LageFlur: 75, Flurstück: 3 |              |           | 79169 DDB  |
| Wohn- und Geschäftshaus                                    | Wohn- und Geschäftshaus                                    | Frankenberg, Neustädter Straße 5 LageFlur: 57, Flurstück: 105 |              |           | 78863 DDB  |
| Wohn- und Geschäftshaus                                    | Wohn- und Geschäftshaus                                    | Frankenberg, Neustädter Straße 6 LageFlur: 58, Flurstück: 5 |              |           | 78864 DDB  |
| Wohnhaus                                                   | Wohnhaus                                                   | Frankenberg, Neustädter Straße 17 LageFlur: 57, Flurstück: 98 |              |           | 78865 DDB  |
| Wohn- und Geschäftshaus                                    | Wohn- und Geschäftshaus                                    | Frankenberg, Neustädter Straße 18 LageFlur: 57, Flurstück: 32/1 |              |           | 78866 DDB  |
| Wohn- und Geschäftshaus                                    | Wohn- und Geschäftshaus                                    | Frankenberg, Neustädter Straße 20 LageFlur: 57, Flurstück: 33 |              | um 1887   | 78867 DDB  |
| ehemaliges Hotel Schmittmann                               | ehemaliges Hotel Schmittmann                               | Frankenberg, Neustädter Straße 25 LageFlur: 57, Flurstück: 95/4 |              | 1911/12   | 78868 DDB  |
| Wohn- und Geschäftshaus                                    | Wohn- und Geschäftshaus                                    | Frankenberg, Neustädter Straße 33 LageFlur: 57, Flurstück: 87/1 |              |           | 78869 DDB  |
| Wohn- und Geschäftshaus                                    | Wohn- und Geschäftshaus                                    | Frankenberg, Neustädter Straße 35 LageFlur: 57, Flurstück: 86/3 |              |           | 78870 DDB  |
| Wohnhaus                                                   | Wohnhaus                                                   | Frankenberg, Neustädter Straße 43 LageFlur: 57, Flurstück: 78 |              |           | 78871 DDB  |
| Wohn- und Geschäftshaus                                    | Wohn- und Geschäftshaus                                    | Frankenberg, Neustädter Straße 46 LageFlur: 57, Flurstück: 49 |              |           | 78872 DDB  |
| Sachteil Fassade und Ladeneinbauten Erdgeschoß             | Sachteil Fassade und Ladeneinbauten Erdgeschoß             | Frankenberg, Neustädter Straße 49 LageFlur: 57, Flurstück: 75/1 |              | 1623      | 78873 DDB  |
| Wohn- und Geschäftshaus und Gewölbekeller                  | Wohn- und Geschäftshaus und Gewölbekeller                  | Frankenberg, Neustädter Straße 52 LageFlur: 57, Flurstück: 52 |              |           | 78874 DDB  |
| Wohn- und Geschäftshaus                                    | Wohn- und Geschäftshaus                                    | Frankenberg, Neustädter Straße 58 LageFlur: 57, Flurstück: 59 |              |           | 78875 DDB  |
| Wohnhaus, ehem. Gasthof „Zum deutschen Haus“               | Wohnhaus, ehem. Gasthof „Zum deutschen Haus“               | Frankenberg, Obermarkt 1 LageFlur: 52, Flurstück: 134 |              |           | 78876 DDB  |
| Wohn- und Geschäftshaus                                    | Wohn- und Geschäftshaus                                    | Frankenberg, Obermarkt 2 LageFlur: 53, Flurstück: 19/15 |              | 1531      | 78877 DDB  |
| Wohn- und Geschäftshaus                                    | Wohn- und Geschäftshaus                                    | Frankenberg, Obermarkt 4 LageFlur: 53, Flurstück: 17/7 |              |           | 78878 DDB  |
| Gasthaus                                                   | Gasthaus                                                   | Frankenberg, Obermarkt 6 LageFlur: 53, Flurstück: 17/7 |              | 1867      | 78879 DDB  |
| Wohn- und Geschäftshaus                                    | Wohn- und Geschäftshaus                                    | Frankenberg, Obermarkt 8 LageFlur: 53, Flurstück: 16 |              |           | 78880 DDB  |
| Wohn- und Geschäftshaus                                    | Wohn- und Geschäftshaus                                    | Frankenberg, Obermarkt 14 LageFlur: 53, Flurstück: 13/1 |              |           | 78881 DDB  |
| Wohnhaus                                                   | Wohnhaus                                                   | Frankenberg, Obermarkt 15 LageFlur: 55, Flurstück: 47 |              | 1774      | 78882 DDB  |
| Wohn- und Geschäftshaus                                    | Wohn- und Geschäftshaus                                    | Frankenberg, Obermarkt 16 LageFlur: 53, Flurstück: 12/1 |              |           | 78883 DDB  |
| Wohnhaus                                                   | Wohnhaus                                                   | Frankenberg, Obermarkt 17 LageFlur: 55, Flurstück: 48/3 |              |           | 78884 DDB  |
| Wohnhaus                                                   | Wohnhaus                                                   | Frankenberg, Obermarkt 19 LageFlur: 55, Flurstück: 48/3 |              |           | 78885 DDB  |
| Wohnhaus                                                   | Wohnhaus                                                   | Frankenberg, Obermarkt 20 LageFlur: 53, Flurstück: 9 |              | 1575      | 78886 DDB  |
| Erstes lutherisches Pfarrhaus                              | Erstes lutherisches Pfarrhaus                              | Frankenberg, Obermarkt 36 LageFlur: 53, Flurstück: 1/1 |              | 1902      | 78887 DDB  |
| Bild gesucht BW                                            | Wohnhaus                                                   | Frankenberg, Otto-Stoelcker-Straße 6 LageFlur: 10, Flurstück: 29/1 |              |           | 78888 DDB  |
| Bild gesucht BW                                            | Wohnhaus                                                   | Frankenberg, Otto-Stoelcker-Straße 8 LageFlur: 10, Flurstück: 26/1 |              |           | 78889 DDB  |
| Bild gesucht BW                                            | Wohnhaus                                                   | Frankenberg, Otto-Stoelcker-Straße 10 LageFlur: 10, Flurstück: 24/1 |              |           | 78890 DDB  |
| Bild gesucht BW                                            | Brauhaus der so genannte Papiermühle                       | Frankenberg, Papiermühle, Bei der Papiermühle LageFlur: 72, Flurstück: 8/1                                                                                                  |              |           | 82459 DDB  |
| Wohnhaus                                                   | Wohnhaus                                                   | Frankenberg, Pferdemarkt 1 LageFlur: 52, Flurstück: 124 |              |           | 78891 DDB  |
| Wohnhaus                                                   | Wohnhaus                                                   | Frankenberg, Pferdemarkt 2 LageFlur: 48, Flurstück: 138 |              | um 1800   | 78892 DDB  |
| weitere Bilder                                             | Wohnhaus                                                   | Frankenberg, Pferdemarkt 4 LageFlur: 48, Flurstück: 127/4 |              |           | 78893 DDB  |
| Wohnhaus                                                   | Wohnhaus                                                   | Frankenberg, Pferdemarkt 8 LageFlur: 48, Flurstück: 292/122 |              |           | 78894 DDB  |
| Wohnhaus, ehem. zwei getrennte Häuser                      | Wohnhaus, ehem. zwei getrennte Häuser                      | Frankenberg, Pferdemarkt 10 LageFlur: 48, Flurstück: 121/3 |              |           | 78895 DDB  |
| Wohnhaus                                                   | Wohnhaus                                                   | Frankenberg, Pferdemarkt 14 LageFlur: 48, Flurstück: 110/2 |              |           | 78896 DDB  |
| Wohnhaus                                                   | Wohnhaus                                                   | Frankenberg, Pferdemarkt 18 LageFlur: 48, Flurstück: 105/6 |              |           | 78897 DDB  |
| weitere Bilder                                             | Sachteil Fassade und Keller, Steinhaus                     | Frankenberg, Pferdemarkt 20 LageFlur: 48, Flurstück: 100/7 |              | um 1270   | 78898 DDB  |
| Wohn- und Geschäftshaus                                    | Wohn- und Geschäftshaus                                    | Frankenberg, Ritterstraße 3 LageFlur: 55, Flurstück: 2/6 |              | 1699      | 78899 DDB  |
| Wohnhaus                                                   | Wohnhaus                                                   | Frankenberg, Ritterstraße 5, Ritterstraße 7 LageFlur: 55, Flurstück: 4/1 |              | 1776      | 78900 DDB  |
| Wohnhaus                                                   | Wohnhaus                                                   | Frankenberg, Ritterstraße 6, Ritterstraße 8 LageFlur: 52, Flurstück: 1/10, 1/3                                                                                              |              | 1531      | 78901 DDB  |
| Wohnhaus                                                   | Wohnhaus                                                   | Frankenberg, Ritterstraße 11 LageFlur: 55, Flurstück: 20/1 |              |           | 78902 DDB  |
| Wohn- und Geschäftshaus                                    | Wohn- und Geschäftshaus                                    | Frankenberg, Ritterstraße 13 LageFlur: 55, Flurstück: 22/3 |              | 1910      | 78903 DDB  |
| Wohn- und Geschäftshaus                                    | Wohn- und Geschäftshaus                                    | Frankenberg, Ritterstraße 14 LageFlur: 52, Flurstück: 1/12 |              |           | 78904 DDB  |
| Wohnhaus                                                   | Wohnhaus                                                   | Frankenberg, Ritterstraße 20 LageFlur: 52, Flurstück: 54/3 |              |           | 78905 DDB  |
| Bild gesucht BW                                            | Ehemalige Synagoge                                         | Frankenberg, Scharwinkel 4 LageFlur: 48, Flurstück: 119/3 |              |           | 79178 DDB  |
| Bild gesucht BW                                            | Wohnhaus                                                   | Frankenberg, Schmiedegasse 6 LageFlur: 52, Flurstück: 48 |              |           | 78906 DDB  |
| Bild gesucht BW                                            | Scheune                                                    | Frankenberg, Schmiedegasse 13 LageFlur: 52, Flurstück: 186/28 |              | 1812      | 78907 DDB  |
| Bild gesucht BW                                            | Wohnhaus                                                   | Frankenberg, Schmiedegasse 15 LageFlur: 52, Flurstück: 29/3 |              |           | 78908 DDB  |
| Bild gesucht BW                                            | Wohnhaus                                                   | Frankenberg, Schmiedegasse 17 LageFlur: 52, Flurstück: 30/7 |              |           | 78909 DDB  |
| Bild gesucht BW                                            | Wohnhaus                                                   | Frankenberg, Schmiedegasse 24 LageFlur: 52, Flurstück: 38 |              | 1705      | 78910 DDB  |
| Einhaus                                                    | Einhaus                                                    | Frankenberg, Stadtmauerstraße 4 LageFlur: 53, Flurstück: 67/2 |              |           | 78911 DDB  |
| ehemaliges Kranken- und Armenhaus                          | ehemaliges Kranken- und Armenhaus                          | Frankenberg, Stadtmauerstraße 6 LageFlur: 53, Flurstück: 70/5 |              |           | 78912 DDB  |
| Wohnhaus                                                   | Wohnhaus                                                   | Frankenberg, Stadtmauerstraße 12 LageFlur: 53, Flurstück: 74/1 |              | um 1700   | 78913 DDB  |
| Wohnhaus                                                   | Wohnhaus                                                   | Frankenberg, Steingasse 1 LageFlur: 52, Flurstück: 1/12 |              |           | 78914 DDB  |
| Wohnhaus                                                   | Wohnhaus                                                   | Frankenberg, Steingasse 3 LageFlur: 55, Flurstück: 22/7 |              |           | 78915 DDB  |
| Wohnhaus                                                   | Wohnhaus                                                   | Frankenberg, Steingasse 5 LageFlur: 55, Flurstück: 23 |              |           | 78916 DDB  |
| Wohnhaus                                                   | Wohnhaus                                                   | Frankenberg, Steingasse 13 LageFlur: 55, Flurstück: 27/6 |              | 1820      | 78917 DDB  |
| Wohnhaus                                                   | Wohnhaus                                                   | Frankenberg, Steingasse 17 LageFlur: 55, Flurstück: 29/4 |              | nach 1500 | 78918 DDB  |
| Wohnhaus                                                   | Wohnhaus                                                   | Frankenberg, Steingasse 19 LageFlur: 55, Flurstück: 33/1 |              |           | 78919 DDB  |
| Bild gesucht BW                                            | Wohnhaus                                                   | Frankenberg, Steubergasse 1, Steubergasse 3 LageFlur: 52, Flurstück: 59, 60                                                                                                 |              | um 1700   | 78920 DDB  |
| Bild gesucht BW                                            | Wohnhaus                                                   | Frankenberg, Steubergasse 8 LageFlur: 52, Flurstück: 82/1 |              |           | 78921 DDB  |
| Bild gesucht BW                                            | Wohnhaus                                                   | Frankenberg, Steubergasse 9 LageFlur: 52, Flurstück: 63 |              |           | 78922 DDB  |
| Bild gesucht BW                                            | Wohnhaus                                                   | Frankenberg, Steubergasse 11 LageFlur: 52, Flurstück: 65 |              |           | 78923 DDB  |
| Bild gesucht BW                                            | Wohnhaus                                                   | Frankenberg, Steubergasse 12 LageFlur: 52, Flurstück: 242/79 |              |           | 78924 DDB  |
| Bild gesucht BW                                            | Wohnhaus                                                   | Frankenberg, Steubergasse 13, Steubergasse LageFlur: 52, Flurstück: 68, 69                                                                                                  |              |           | 78925 DDB  |
| Bild gesucht BW                                            | Wohnhaus                                                   | Frankenberg, Steubergasse 16 LageFlur: 52, Flurstück: 257/77 |              |           | 78926 DDB  |
| Wohnhaus                                                   | Wohnhaus                                                   | Frankenberg, Teichpforte 2 LageFlur: 53, Flurstück: 10 |              | 1712      | 78927 DDB  |
| Wohnhaus                                                   | Wohnhaus                                                   | Frankenberg, Teichpforte 6 LageFlur: 53, Flurstück: 117/1 |              | 1707      | 78928 DDB  |
| Wohnhaus                                                   | Wohnhaus                                                   | Frankenberg, Teichpforte 7 LageFlur: 53, Flurstück: 29/6 |              |           | 78929 DDB  |
| Wohnhaus                                                   | Wohnhaus                                                   | Frankenberg, Teichpforte 9 LageFlur: 53, Flurstück: 30/1 |              | 1815      | 78930 DDB  |
| Wohnhaus                                                   | Wohnhaus                                                   | Frankenberg, Untergasse 2 LageFlur: 53, Flurstück: 50/2 |              |           | 78931 DDB  |
| Wohnhaus                                                   | Wohnhaus                                                   | Frankenberg, Untergasse 4 LageFlur: 53, Flurstück: 50/1 |              |           | 79875 DDB  |
| Wohn-, Wirtschaftsgebäude                                  | Wohn-, Wirtschaftsgebäude                                  | Frankenberg, Untergasse 5 LageFlur: 53, Flurstück: 17/1 |              |           | 78932 DDB  |
| Wohnhaus                                                   | Wohnhaus                                                   | Frankenberg, Untergasse 6 LageFlur: 53, Flurstück: 48/2 |              |           | 78933 DDB  |
| Wohnhaus                                                   | Wohnhaus                                                   | Frankenberg, Untergasse 8 LageFlur: 53, Flurstück: 45/4 |              | um 1800   | 78934 DDB  |
| Wohnhaus                                                   | Wohnhaus                                                   | Frankenberg, Untergasse 14 LageFlur: 53, Flurstück: 40/2 |              |           | 78935 DDB  |
| Wohnhaus                                                   | Wohnhaus                                                   | Frankenberg, Untergasse 20 LageFlur: 53, Flurstück: 36/1 |              |           | 78936 DDB  |
| Wohnwirtschaftsgebäude                                     | Wohnwirtschaftsgebäude                                     | Frankenberg, Untermarkt 1 LageFlur: 52, Flurstück: 100/5, 160/1, 162/1, 162/2                                                                                               |              | 1892      | 78937 DDB  |
| Wohnhaus                                                   | Wohnhaus                                                   | Frankenberg, Untermarkt 2 LageFlur: 52, Flurstück: 123 |              |           | 78938 DDB  |
| Wohnhaus                                                   | Wohnhaus                                                   | Frankenberg, Untermarkt 3 LageFlur: 52, Flurstück: 102/3 |              |           | 78939 DDB  |
| Wohnhaus                                                   | Wohnhaus                                                   | Frankenberg, Untermarkt 4 LageFlur: 52, Flurstück: 122 |              |           | 78940 DDB  |
| Wohn- und Geschäftshaus                                    | Wohn- und Geschäftshaus                                    | Frankenberg, Untermarkt 5 LageFlur: 52, Flurstück: 102/3 |              |           | 78941 DDB  |
| Wohnhaus                                                   | Wohnhaus                                                   | Frankenberg, Untermarkt 8 LageFlur: 52, Flurstück: 193/120 |              |           | 78942 DDB  |
| Wohnhaus                                                   | Wohnhaus                                                   | Frankenberg, Untermarkt 9, Untermarkt 11 LageFlur: 52, Flurstück: 104, 105                                                                                                  |              |           | 78943 DDB  |
| weitere Bilder                                             | Wohnhaus                                                   | Frankenberg, Untermarkt 10, Untermarkt 12 LageFlur: 52, Flurstück: 117, 168/119                                                                                             |              | um 1730   | 78944 DDB  |
| weitere Bilder                                             | Wohnhaus                                                   | Frankenberg, Untermarkt 14 LageFlur: 52, Flurstück: 116/1 |              |           | 78945 DDB  |
| weitere Bilder                                             | Wohnhaus                                                   | Frankenberg, Untermarkt 16 LageFlur: 52, Flurstück: 115 |              |           | 78946 DDB  |
| Wohnhaus                                                   | Wohnhaus                                                   | Frankenberg, Untermarkt 22 LageFlur: 55, Flurstück: 43/1 |              |           | 78947 DDB  |
| Wohnhaus                                                   | Wohnhaus                                                   | Frankenberg, Untermarkt 23 LageFlur: 55, Flurstück: 34 |              |           | 78948 DDB  |
| ehemalige Schmiede                                         | ehemalige Schmiede                                         | Frankenberg, Untermarkt 24 LageFlur: 55, Flurstück: 42/4 |              |           | 78949 DDB  |
| Wohnhaus                                                   | Wohnhaus                                                   | Frankenberg, Untermarkt 31 LageFlur: 55, Flurstück: 38 |              |           | 78950 DDB  |
| Bild gesucht BW                                            | Wohnhaus, Scheune, Stall und Teile der Stadtmauer          | Frankenberg, Wassertor 3, Ritterstraße 22 LageFlur: 52, Flurstück: 20/1, 55/7                                                                                               |              |           | 78951 DDB  |
| Bild gesucht BW                                            | Wohnhaus                                                   | Frankenberg, Wilhelmstraße 1 LageFlur: 11, Flurstück: 62/1 |              |           | 78952 DDB  |
| Bild gesucht BW                                            | Wohnhaus                                                   | Frankenberg, Wilhelmstraße 4 LageFlur: 11, Flurstück: 12/4 |              | 1901      | 78953 DDB  |

### Friedrichshausen
| Bild            | Bezeichnung                | Lage                                                                        | Beschreibung | Bauzeit | Objekt-Nr. |
| --------------- | -------------------------- | --------------------------------------------------------------------------- | ------------ | ------- | ---------- |
| Bild gesucht BW | Historischer Ortskern      | Friedrichshausen, Gesamtanlage 1 Lage                                       |              |         | 721406 DDB |
| Bild gesucht BW | Gesamtanlage               | Friedrichshausen, Gesamtanlage 2 Lage                                       |              |         | 721411 DDB |
| Bild gesucht BW | Dreiseitenhof              | Friedrichshausen, Landgraf-Friedrich-Straße 23 LageFlur: 6, Flurstück: 57/2 |              |         | 78963 DDB  |
| Bild gesucht BW | Dritte Schule/Gemeindehaus | Friedrichshausen, Landgraf-Friedrich-Straße 39 LageFlur: 6, Flurstück: 42/4 |              |         | 78965 DDB  |

### Geismar
| Bild                                          | Bezeichnung           | Lage                                                       | Beschreibung | Bauzeit                                                 | Objekt-Nr. |
| --------------------------------------------- | --------------------- | ---------------------------------------------------------- | --- | ------------------------------------------------------- | ---------- |
| Bild gesucht BW                               | Wasserhochbehälter    | Geismar, Gehenge LageFlur: 5, Flurstück: 102/2             | | 1911                                                    | 79663 DDB  |
| Bild gesucht BW                               | Oberdorf              | Geismar, Gesamtanlage 1 Lage                               | |                                                         | 721414 DDB |
| Bild gesucht BW                               | Teichdorf             | Geismar, Gesamtanlage 2 Lage                               | |                                                         | 721415 DDB |
| Bild gesucht BW                               | Pumpenhaus            | Geismar, Im obersten Hüstengrund LageFlur: 4, Flurstück: 2 | | 1911                                                    | 79662 DDB  |
| Martinskirche mit dem denkmalgeschützten Turm | Turm der alten Kirche | Geismar, Teichberg 3 LageFlur: 13, Flurstück: 7/4          | Turm im Süden der Martinskirche in Geismar, Kulturdenkmal aus geschichtlichen und städtebaulichen Gründen.       | 1826–1829                                               | 78968 DDB  |
| Bild gesucht BW                               | Pfarrhaus             | Geismar, Teichberg 12 LageFlur: 13, Flurstück: 2/2, 2/3    | Pfarrhaus unmittelbar westlich der Martinskirche, Kulturdenkmal aus geschichtlichen und städtebaulichen Gründen. | 1613 Vorgängerbau, 1692 Neubau und 1863 weiterer Neubau | 78969 DDB  |
| Bild gesucht BW                               | Wohnhaus              | Geismar, Wildunger Straße 15 LageFlur: 13, Flurstück: 57/5 | Heutige Nutzung als Bäckerei.                                                                                    |                                                         | 78971 DDB  |
| Bild gesucht BW                               | Wohnhaus              | Geismar, Winkelweg 5 LageFlur: 12, Flurstück: 24           | |                                                         | 78970 DDB  |

### Haubern
| Bild            | Bezeichnung                        | Lage                                                    | Beschreibung | Bauzeit | Objekt-Nr. |
| --------------- | ---------------------------------- | ------------------------------------------------------- | ------------ | ------- | ---------- |
| Bild gesucht BW | Wohnhaus                           | Haubern, Am Rosengarten 2 LageFlur: 11, Flurstück: 27/5 |              |         | 78973 DDB  |
| Bild gesucht BW | Gesamtanlage historischer Ortskern | Haubern, Gesamtanlage historischer Ortskern Lage        |              |         | 721420 DDB |

### Hommershausen
| Bild            | Bezeichnung                        | Lage                                                       | Beschreibung | Bauzeit | Objekt-Nr. |
| --------------- | ---------------------------------- | ---------------------------------------------------------- | ------------ | ------- | ---------- |
| Bild gesucht BW | Gesamtanlage historischer Ortskern | Hommershausen, Gesamtanlage historischer Ortskern Lage     |              |         | 721422 DDB |
| Bild gesucht BW | Kirche                             | Hommershausen, Strutstraße 16 LageFlur: 3, Flurstück: 29/1 |              |         | 78975 DDB  |

### Rengershausen
| Bild                                    | Bezeichnung                             | Lage                                                                                     | Beschreibung | Bauzeit | Objekt-Nr. |
| --------------------------------------- | --------------------------------------- | ---------------------------------------------------------------------------------------- | ------------ | ------- | ---------- |
| Bild gesucht BW                         | Oberste Mühle                           | Rengershausen, Braunshäuser Straße 1, Auf dem Teich LageFlur: 3, Flurstück: 114/1, 116/1 |              |         | 78977 DDB  |
| Bild gesucht BW                         | Backhaus                                | Rengershausen, Braunshäuser Straße 11 LageFlur: 3, Flurstück: 76/4                       |              | 1903    | 78978 DDB  |
| Bild gesucht BW                         | Wohnhaus                                | Rengershausen, Braunshäuser Straße 13 LageFlur: 3, Flurstück: 13/5                       |              | 1788    | 78979 DDB  |
| Bild gesucht BW                         | Neue Schule                             | Rengershausen, Braunshäuser Straße 34 LageFlur: 5, Flurstück: 16                         |              | 1898    | 78980 DDB  |
| Bild gesucht BW                         | Gesamtanlage Dorfkern                   | Rengershausen, Gesamtanlage Dorfkern Lage                                                |              |         | 721424 DDB |
| Bild gesucht BW                         | Wohnhaus                                | Rengershausen, Hombergstraße 8 LageFlur: 3, Flurstück: 40                                |              | 1788    | 78981 DDB  |
| Evangelische Kirche, ehemals St. Marien | Evangelische Kirche, ehemals St. Marien | Rengershausen, Hombergstraße 9, Im Dorf LageFlur: 3, Flurstück: 48/1, 49                 |              |         | 78982 DDB  |
| Bild gesucht BW                         | Wohnhaus                                | Rengershausen, Unterm Berg 4 LageFlur: 4, Flurstück: 43                                  |              |         | 78983 DDB  |

### Röddenau
| Bild            | Bezeichnung                 | Lage                                                                         | Beschreibung                                                       | Bauzeit   | Objekt-Nr. |
| --------------- | --------------------------- | ---------------------------------------------------------------------------- | ------------------------------------------------------------------ | --------- | ---------- |
| Bild gesucht BW | Wohnhaus und Scheune        | Röddenau, Am Goldbach 2 LageFlur: 11, Flurstück: 34/4                        |                                                                    |           | 78986 DDB  |
| Bild gesucht BW | Ehemalige Oberförsterei     | Röddenau, Battenberger Straße 4 LageFlur: 12, Flurstück: 5/1                 |                                                                    |           | 78987 DDB  |
| Bild gesucht BW | Wohnhaus                    | Röddenau, Battenberger Straße 8 LageFlur: 12, Flurstück: 10/9                |                                                                    |           | 78988 DDB  |
| Bild gesucht BW | Historischer Ortskern       | Röddenau, Gesamtanlage 1 Lage                                                |                                                                    |           | 721436 DDB |
| Bild gesucht BW | Dorferweiterung             | Röddenau, Gesamtanlage 2 Lage                                                |                                                                    |           | 721437 DDB |
| Bild gesucht BW | Wohnhaus                    | Röddenau, Hainer Weg 1 LageFlur: 12, Flurstück: 42/10                        |                                                                    |           | 78989 DDB  |
| Bild gesucht BW | Wohnhaus                    | Röddenau, In der Klinge 4 LageFlur: 11, Flurstück: 64/12                     |                                                                    |           | 78990 DDB  |
| Bild gesucht BW | Ehemaliger Bahnhof          | Röddenau, Kastanienallee 8 LageFlur: 15, Flurstück: 112/3                    |                                                                    | 1910      | 78991 DDB  |
| Bild gesucht BW | ehemaliges Bürgermeisteramt | Röddenau, Litzeweg 1 LageFlur: 12, Flurstück: 15/5                           |                                                                    | 1927      | 78992 DDB  |
| Bild gesucht BW | Backhaus                    | Röddenau, Mühlenstraße 1 LageFlur: 10, Flurstück: 53                         |                                                                    |           | 78993 DDB  |
| weitere Bilder  | Evangelische Kirche         | Röddenau, Muschelweg 3 LageFlur: 14, Flurstück: 18, 19/7                     | Klassizistische Saalkirche mit Walmdach und vorgelagertem Westturm | 1818–1819 | 78994 DDB  |
| Bild gesucht BW | ehemaliges Rathaus          | Röddenau, Muschelweg 5 LageFlur: 14, Flurstück: 16/2                         |                                                                    | 1777      | 78995 DDB  |
| Bild gesucht BW | Wohnhaus                    | Röddenau, Muschelweg 17 LageFlur: 14, Flurstück: 70/2                        |                                                                    |           | 78996 DDB  |
| Bild gesucht BW | Wohnhaus                    | Röddenau, Ortsweg 4 LageFlur: 14, Flurstück: 30/1                            |                                                                    |           | 78997 DDB  |
| Bild gesucht BW | Wohnhaus                    | Röddenau, Riedweg 3 LageFlur: 13, Flurstück: 42/1                            |                                                                    |           | 78998 DDB  |
| Bild gesucht BW | Schiefermühle               | Röddenau, Schiefermühle 1, Bei der Mühle LageFlur: 19, Flurstück: 5, 73, 9/1 |                                                                    |           | 79181 DDB  |

### Rodenbach
| Bild            | Bezeichnung          | Lage                                                      | Beschreibung | Bauzeit | Objekt-Nr. |
| --------------- | -------------------- | --------------------------------------------------------- | ------------ | ------- | ---------- |
| Bild gesucht BW | Ortserweiterung      | Rodenbach, Gesamtanlage - Ortserweiterung Lage            |              |         | 721456 DDB |
| Bild gesucht BW | Östlicher Orteingang | Rodenbach, Gesamtanlage - Östlicher Orteingang Lage       |              |         | 721455 DDB |
| Bild gesucht BW | Forsthaus            | Rodenbach, Hermann-Löns-Weg 15 LageFlur: 5, Flurstück: 83 |              |         | 126725 DDB |

### Schreufa
| Bild            | Bezeichnung                        | Lage | Beschreibung | Bauzeit | Objekt-Nr. |
| --------------- | ---------------------------------- | --- | ------------ | ------- | ---------- |
| Bild gesucht BW | Gesamtanlage historischer Ortskern | Schreufa, Gesamtanlage historischer Ortskern Lage                                                                    |              |         | 721457 DDB |
| weitere Bilder  | Evangelische Kirche                | Schreufa, Kirchbergweg 7 LageFlur: 6, Flurstück: 6                                                                   |              |         | 79002 DDB  |
| Bild gesucht BW | Wohnhaus                           | Schreufa, Nuhneweg 1 LageFlur: 5, Flurstück: 61/1                                                                    |              |         | 79003 DDB  |
| Wohnhaus        | Wohnhaus                           | Schreufa, Sachsenberger Straße (Schreufa) 43, Sachsenberger Straße (Schreufa) 43a LageFlur: 6, Flurstück: 96/6, 96/8 |              |         | 79004 DDB  |
| Bild gesucht BW | Wohnhaus                           | Schreufa, Schmandgasse 4 LageFlur: 6, Flurstück: 22/1                                                                |              |         | 79005 DDB  |

### Viermünden
| Bild                  | Bezeichnung                            | Lage                                                                                                | Beschreibung | Bauzeit                                               | Objekt-Nr. |
| --------------------- | -------------------------------------- | --------------------------------------------------------------------------------------------------- | --- | ----------------------------------------------------- | ---------- |
| Bild gesucht BW       | Feldscheune                            | Viermünden, Am Bolzental LageFlur: 17, Flurstück: 152/52                                            | Feldscheune am Feldweg vom Stockweg abzweigend, erster Weg in südlicher Richtung vor oder nach der Straße Im Vohnbach. | Um 1900                                               | 79028 DDB  |
| Bild gesucht BW       | Ehemaliger Bahnhof                     | Viermünden, Am Schmittenbach 6 LageFlur: 12, Flurstück: 57/11                                       | Bahnhof, der unteren Edertalbahn. |                                                       | 79010 DDB  |
| Bild gesucht BW       | Ederbrücke                             | Viermünden, Eder LageFlur: 12, Flurstück: 85/4                                                      | Ederbrücke, mit dem Straßennamen Hauptstraße ohne Nummer, Teil der Kreisstraße 93 an der Einmündung zur Bundesstraße 252 erbaut. |                                                       | 79027 DDB  |
| Bild gesucht BW       | Historischer Ortskern                  | Viermünden, Gesamtanlage 1 Lage                                                                     | |                                                       | 721729 DDB |
| Bild gesucht BW       | Bahnhof und Umfeld                     | Viermünden, Gesamtanlage 2 Lage                                                                     | |                                                       | 79006 DDB  |
| Bild gesucht BW       | Mühle                                  | Viermünden, Hauptstraße 3a, Viermündener Mühle LageFlur: 12, Flurstück: 17/1, 17/2, 17/3, 19/4, 8/4 | Mühle am Mühlgraben von und zur Eder. |                                                       | 79011 DDB  |
| Bild gesucht BW       | Scheune                                | Viermünden, Hauptstraße 13, Im Dorf LageFlur: 19, Flurstück: 1/12, 6/3                              | |                                                       | 79012 DDB  |
| weitere Bilder        | Sachgesamtheit Schloss Viermünden      | Viermünden, Hauptstraße 15, Hauptstraße 17 LageFlur: 19, Flurstück: 7/10, 7/11                      | Gutshof |                                                       | 79009 DDB  |
| Bild gesucht BW       | Wohnhaus und Remise                    | Viermünden, Hauptstraße 21 LageFlur: 19, Flurstück: 10/4                                            | |                                                       | 79013 DDB  |
| Bild gesucht BW       | Hofreite                               | Viermünden, Hauptstraße 23 LageFlur: 19, Flurstück: 12/3                                            | |                                                       | 79014 DDB  |
| Bild gesucht BW       | Fachwerkbau                            | Viermünden, Hauptstraße 25 LageFlur: 19, Flurstück: 14/4                                            | |                                                       | 79015 DDB  |
| Bild gesucht BW       | Scheune                                | Viermünden, Hauptstraße 37a LageFlur: 20, Flurstück: 33/3                                           | Ggf. besteht Gebäude nicht mehr, bei GPS Geoplaner und Google Maps kein Gebäude mehr ersichtlich an der Position aus dem Denkmalverzeichnis vom Landesamt für Denkmalpflege Hessen. |                                                       | 79016 DDB  |
| Bild gesucht BW       | Wohnhaus                               | Viermünden, Hauptstraße 45 LageFlur: 20, Flurstück: 43/2                                            | |                                                       | 79017 DDB  |
| Bild gesucht BW       | Wohnhaus                               | Viermünden, Hauptstraße 51 LageFlur: 20, Flurstück: 1/5                                             | |                                                       | 79018 DDB  |
| Evangelische Kirche   | Evangelische Kirche, ehemals St. Peter | Viermünden, Kirchweg 3 LageFlur: 18, Flurstück: 9/2                                                 | Evangelische Kirche, ursprüngliche Basilika (teilweise erhalten), beherbergt die Gruft der Familie von Dersch. Kulturdenkmal aus geschichtlichen, künstlerischen und städtebaulichen Gründen. | 9. oder 10. Jahrhundert Basilika (teilweise erhalten) | 79019 DDB  |
| Pfarrhaus mit Scheune | Pfarrhaus mit Scheune                  | Viermünden, Kirchweg 6, Kirchweg 6a LageFlur: 18, Flurstück: 11/10                                  | Das Pfarrhaus wurde im Jahre 1888 am westlichen Rand des Kirchhofes errichtet. Es sind die sechsfeldrigen Rahmen-Füllungstüren mit ihren profilierten Futterrahmen sowie eine aufwendig verglaste Treppenhaustür erhalten geblieben. Ebenfalls weitgehend unverändert blieb die zweiläufige Treppe mit gedrechseltem Pfosten und überlängten profilierten Balustern. Das Pfarrhaus verfügt über einen bauzeitlichen Gewölbekeller und ein Deckenfries im Schablonendruckverfahren. | 1885–1888                                             | 957004 DDB |
| Bild gesucht BW       | Hofreite                               | Viermünden, Ringstraße 6 LageFlur: 18, Flurstück: 61/1                                              | | 1798                                                  | 79020 DDB  |
| Bild gesucht BW       | Wohnhaus                               | Viermünden, Ringstraße 7 LageFlur: 18, Flurstück: 35                                                | |                                                       | 79021 DDB  |
| Bild gesucht BW       | Hofanlage                              | Viermünden, Ringstraße 8 LageFlur: 18, Flurstück: 60/1                                              | | 1809                                                  | 79022 DDB  |
| Bild gesucht BW       | Wohnhaus und Stall                     | Viermünden, Ringstraße 10, Ringstraße 12 LageFlur: 18, Flurstück: 107/56, 57                        | | 1820                                                  | 79023 DDB  |
| Bild gesucht BW       | Wohnhaus und Scheune                   | Viermünden, Ringstraße 12 LageFlur: 18, Flurstück: 54/2                                             | |                                                       | 79024 DDB  |
| Bild gesucht BW       | Wohnhaus                               | Viermünden, Ringstraße 15 LageFlur: 18, Flurstück: 118/28                                           | |                                                       | 79025 DDB  |
| Bild gesucht BW       | Wohnhaus                               | Viermünden, Ringstraße 17 LageFlur: 18, Flurstück: 25/4                                             | |                                                       | 79026 DDB  |
| Bild gesucht BW       | Sachgesamtheit Untere Butzmühle        | Viermünden, Untere Butzmühle 1, Bei der unteren Butzmühle LageFlur: 1, Flurstück: 72/1, 77          | |                                                       | 79008 DDB  |

### Wangershausen
| Bild            | Bezeichnung             | Lage                                                                                 | Beschreibung | Bauzeit | Objekt-Nr. |
| --------------- | ----------------------- | ------------------------------------------------------------------------------------ | ------------ | ------- | ---------- |
| Bild gesucht BW | Forsthaus Wangershausen | Wangershausen, Forsthaus Wangershausen 1 LageFlur: 16, Flurstück: 25/1               |              | 1879/80 | 79867 DDB  |
| Bild gesucht BW | Historischer Ortskern   | Wangershausen, Gesamtanlage historischer Ortskern Lage                               |              |         | 721751 DDB |
| Bild gesucht BW | Wohnhaus und Scheune    | Wangershausen, Goldbachstraße 1, Goldbachstraße 1a LageFlur: 12, Flurstück: 7/2, 7/6 |              |         | 79030 DDB  |
| Bild gesucht BW | Wohnhaus                | Wangershausen, Goldbachstraße 7 LageFlur: 12, Flurstück: 12/1                        |              | 1808    | 79031 DDB  |
| Bild gesucht BW | Einhaus und Scheune     | Wangershausen, Lindenweg 3 LageFlur: 11, Flurstück: 20/1                             |              | 1799    | 79032 DDB  |

### Willersdorf
| Bild            | Bezeichnung           | Lage                                                                            | Beschreibung | Bauzeit | Objekt-Nr. |
| --------------- | --------------------- | ------------------------------------------------------------------------------- | ------------ | ------- | ---------- |
| Bild gesucht BW | Wohnhaus              | Willersdorf, Brückenweg 4 LageFlur: 7, Flurstück: 67/2                          |              | 1849    | 79034 DDB  |
| Bild gesucht BW | Historischer Ortskern | Willersdorf, Gesamtanlage historischer Ortskern Lage                            |              |         | 721755 DDB |
| Bild gesucht BW | Wohnhaus              | Willersdorf, Linnerstraße 50 LageFlur: 7, Flurstück: 58/3                       |              |         | 79035 DDB  |
| Bild gesucht BW | Scheune               | Willersdorf, Linnerstraße 57, Im Dorf LageFlur: 7, Flurstück: 158/5, 64/5, 72/3 |              | um 1800 | 79045 DDB  |
| Bild gesucht BW | Wohnhaus und Scheune  | Willersdorf, Linnerstraße 57 LageFlur: 7, Flurstück: 72/3                       |              |         | 820499 DDB |
| Bild gesucht BW | Wohnhaus              | Willersdorf, Mittelweg 1 LageFlur: 7, Flurstück: 129                            |              |         | 79037 DDB  |
| Bild gesucht BW | Wohnhaus              | Willersdorf, Mittelweg 2 LageFlur: 7, Flurstück: 130/2                          |              |         | 79038 DDB  |
| Bild gesucht BW | Wohnhaus              | Willersdorf, Stiegelstraße 8 LageFlur: 7, Flurstück: 114/4                      |              |         | 79039 DDB  |
| Bild gesucht BW | Wohnhaus und Scheune  | Willersdorf, Stiegelstraße 11 LageFlur: 7, Flurstück: 127/1                     |              | 1814    | 79040 DDB  |
| Bild gesucht BW | Hofanlage             | Willersdorf, Stiegelstraße 12 LageFlur: 7, Flurstück: 93/1                      |              | 1835    | 79041 DDB  |
| Bild gesucht BW | Hofreite und Wohnhaus | Willersdorf, Zur Kirche 5 LageFlur: 7, Flurstück: 111                           |              |         | 79042 DDB  |
| Bild gesucht BW | Wohnhaus              | Willersdorf, Zur Kirche 9 LageFlur: 7, Flurstück: 101                           |              |         | 79043 DDB  |
| Bild gesucht BW | Evangelische Kirche   | Willersdorf, Zur Kirche 13 LageFlur: 8, Flurstück: 11/5                         |              |         | 79044 DDB  |